# Vieja escuela (álbum)
Vieja escuela es el séptimo disco de estudio de la banda argentina de heavy metal Tren Loco, publicado en 2013 a través del sello discográfico Icarus Music.

## Detalles
El álbum contó con 200 horas de grabación en los estudios La Nave de Oseberg, de Buenos Aires, y fue producido por Martín Toledo, siendo publicado en varios países latinoamericanos. 
Contiene temas que abordan problemáticas sociales como la lucha de los pueblos originarios por sus tierras, la desaparición de Marita Verón, o los adolescentes secuestrados y asesinados en septiembre de 1976 por la dictadura militar, entre otras.
El arte de tapa del álbum fue seleccionado entre varios dibujos enviados por los fanáticos, a través de un concurso que se hizo por la web.
El tema "Caballero de la oscuridad" está dedicado a la memoria de Ronnie James Dio.

## Lista de canciones
- 01. Artillería pesada (4:19)
- 02. El perseguidor (5:19)
- 03. Cuatro vientos (5:29)
- 04. Mi camino (5:39)
- 05. Caballero de la oscuridad (5:39)
- 06. Por knock out (4:10)
- 07. Ciudad oscura (5:00)
- 08. Madre coraje (3:20)
- 09. Abriendo paso (4:10)
- 10. Vieja escuela (3:40)

## Créditos
- Carlos Cabral - Voz
- Gustavo Zavala - Bajo
- Cristian "zombie" Gauna - Guitarra
- Dany Wolter - Batería
- Facundo Coral - Guitarra

Músicos invitados: Willy Quiroga (voz), Leonor Marchesi (voz), Eva Izurieta (voz) y Marcelo Pijachi (teclados).